# Hagbard

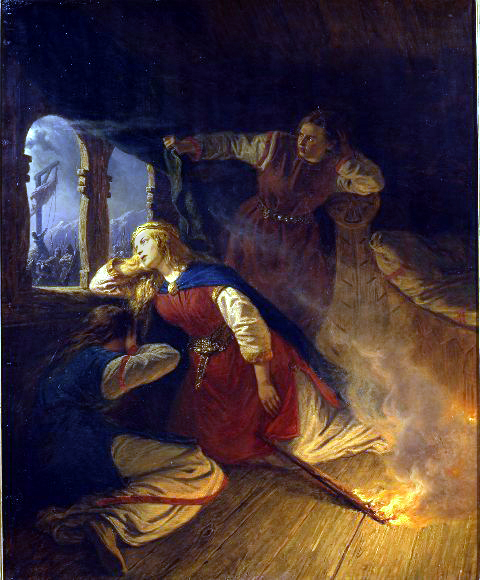
Signy y Hagbard (1861) de Josef Wilhelm Wallander.

Hagbard (nórdico antiguo: Hagbarðr), fue un legendario vikingo de Escandinavia durante la Era de Vendel (hacia el siglo V), hermano de otro legendario guerrero llamado Haki e hijo del caudillo Hamund; se le menciona como un rey del mar en la mitología nórdica. Aparece en Skáldskaparmál, saga Ynglinga, Nafnaþulur, saga Völsunga y Gesta Danorum. 

## Gesta Danorumy las sagas
La leyenda de Hagbard menciona que se enamoró perdidamente de Signy, hija del rey Sigar, que era sobrino del rey Siggeir (de la saga Völsunga), una relación amorosa que terminó en tragedia con la muerte de ambos amantes, cuando Sigar quiso ver ahorcado a Hagbard.
No obstante, la mayoría de leyendas sobre Hagbard se consideran hoy día perdidas. En la saga Völsunga, Gudrun y Brynhild tienen una discusión sobre «el más grande de los hombres» haciendo referencia a una leyenda perdida, donde se cita a Hagbard junto a los hijos de Haki, quien no había vengado a sus hermanas todavía matando al infame Sigar (la deuda de sangre con Sigar estaba todavía pendiente y Hagbard no había sido ahorcado aún).
Snorri Sturluson escribió en su obra Saga Ynglinga que Hagbard participaba ocasionalmente en las incursiones vikingas con su hermano Haki. Snorri cita el poema del escaldo noruego Eyvindr Skáldaspillir Háleygjatal, que hace referencia a la leyenda de Hagbard y Signy.